# Peter Hitchens

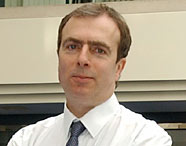
Peter Hitchens

Peter Jonathan Hitchens (* 28. Oktober 1951 in Sliema) ist ein britischer Journalist und Autor.

## Leben
Peter Hitchens ist der Sohn eines britischen Marineoffiziers. Wie sein Bruder Christopher Hitchens (1949–2011), der ebenfalls Journalist war, besuchte er eine britische Privatschule. 
In seiner Jugend war er wie sein Bruder Christopher linksradikal und Mitglied der International Socialist Party. Er studierte an der University of York und begann seine journalistische Laufbahn bei einer Lokalzeitung. In den 1970er Jahren ging er zum Daily Express. Er war Korrespondent der Zeitung in der Sowjetunion und in den USA. Im Jahr 2000 verließ er die Zeitung, nachdem sie von Richard Desmond gekauft worden war. Hitchens ist Autor von mehreren Büchern und schreibt eine Kolumne für die britische Mail on Sunday. Zudem ist er ein häufiger Gast in politischen Fernseh- und Radiosendungen.
Laut eigener Aussage begann er ab 1981 langsam zum christlichen Glauben zurückzukehren. Heute gehört Hitchens, welcher sich als Sozialdemokrat sieht, zum konservativen Flügel der Church of England und vertritt konservative Moralvorstellungen, so setzt er sich gegen Drogenfreigaben, Ehe für Alle und Schwangerschaftsabbrüche ein, ist allerdings ebenso Gegner des Thatcherismus. Er vertritt auch einige für britische Konservative ungewöhnliche Positionen, so verteidigt er Gewerkschaften, sogenannte Grammar Schools (da diese aus seiner Sichtweise für Chancengleichheit stehen) und ist ein Gegner der britischen Kriegspolitik sowie der Privatisierung von Grundbedürfnissen wie dem Eisenbahnnetz oder dem Gesundheitssystem.
Sein Sohn Dan ist ebenfalls als Journalist tätig.

## Kontroverse
Im Oktober 2023 beendete Hitchens ein Interview mit dem Podcast-Betreiber Alex O’Connor abrupt nach rund 40 Minuten mit der Begründung, seine Fragen über das Thema der Drogen-Legalisierung würden ihn langweilen und er hätte die Leute satt, die für Drogen-Legalisierungen werben würden. Im Anschluss diskutierte Hitchens über einen Zeitraum von rund 20 Minuten mit O’Connor, unterstellte ihm er sei besessen vom Thema Drogen und beschimpfte ihn teilweise.
In der Vergangenheit schrieb Hitchens diverse Artikel sowie ein Buch („The War We Never Fought“ (2012)), in welchen er seine polarisierende Meinung über die Legalisierung von Drogen kundtat.

## Werke
- The Abolition of Britain, 1999. ISBN 0-7043-8140-0
- A Brief History of Crime, 2003. ISBN 1-84354-148-3
- The Broken Compass: How British Politics Lost its Way, 2009. ISBN 1-84706-405-1
- The Rage Against God: Why Faith is the Foundation of Civilisation, 2010. ISBN 1-4411-0572-7
- The War We Never Fought: The British Establishment's Surrender to Drugs, 2012. ISBN 978-1-4411-7331-7